# Cymothoe caprina
Cymothoe caprina är en fjärilsart som beskrevs av Aurivillius 1898. Cymothoe caprina ingår i släktet Cymothoe och familjen praktfjärilar. Inga underarter finns listade i Catalogue of Life.